# Alan Edelman
Alan Stuart Edelman (né en juin 1963) est un mathématicien et informaticien américain.
Il est professeur de mathématiques appliquées au Massachusetts Institute of Technology et chercheur principal au
MIT Computer Science and Artificial Intelligence Laboratory (|CSAIL) où il dirige le groupe de calcul appliqué. En 2004, Alan Edelman a été cofondateur de l'entreprise Interactive Supercomputing, acquise par Microsoft.

## Carrière
Edelman est un ancien élève du Hampshire College Summer Studies in Mathematics (en) ; il obtient les diplômes de
B. Sc. et M. Sc. en mathématiques à l'université Yale en 1984, et un Ph. D. en mathématiques appliquées au MIT en 1989 sous la direction de Lloyd N. Trefethen (titre de la thèse : « Eigenvalues and Condition Numbers of Random Matrices »,
). Après une année à la Thinking Machines Corporation et au CERFACS de Toulouse, Edelman rejoint l'université de Californie à Berkeley où il est professeur assistant Morrey et Levy Fellow entre 1990 et 1993. Il rejoint la faculté de mathématiques appliquées du MIT en 1993.

## Recherche
Edelman travaille en calcul haute performance, calcul numérique, algèbre linéaire et analyse stochastique de valeurs propres, en théorie des matrices aléatoires.
- En théorie des matrices aléatoires, Edelman est connu pour la distribution de la plus petite valeur singulière des matrices aléatoires, pour l'invention des ensembles beta[4],[5],[6].
- En calcul haute performance, Edelman a travaillé en calcul parallèle à travers l'entreprise, il a travaillé sur « The Future Fast Fourier Transform »[7].
- Il a participé à la conception du langage de programmation Julia.

## Prix et récompenses
Edelman a été Sloan fellow, il a obtenu un prix NSF Faculty Career en 1995. Il a obtenu d'autres prix, à savoir :
Prix
- 1990 : les prix Gordon Bell (en) et le prix Householder
- 1998 : le prix Chauvenet (1998)[8]
- 1999 : le Edgerly Science Partnership Award
- 2000 : le SIAM Activity Group on Linear Algebra Prize
- 2005 : avec Gilbert Strang, le Prix Halmos-Ford[9].
- 2015 : prix Charles Babbage[10]

Fellow
- 2011 : Élu Fellow de la SIAM[11], « pour sa contribution au rapprochement des mathématiques et de l'industrie dans les domaines de l'algèbre linéaire numérique, de la théorie des matrices aléatoires et du calcul parallèle ».
- 2015 : Élu Fellow de l'American Mathematical Society[12] « pour des contributions à la théorie des matrices aléatoires, à l'algèbre linéaire numérique, aux algorithmes haute performance et aux applications ».
- 2017 : IEEE Fellow (classe 2018)[13] « pour les contributions au développement des langages informatiques orientés technique ».